# Set Free (1918)
Set Free is een Amerikaanse filmkomedie uit 1918 onder regie van Tod Browning.

## Verhaal
Roma Wycliffe woont in bij haar rijke tante Henrietta. Wanneer ze erachter komt dat haar grootmoeder een zigeunerin was, besluit ze naar New York te vertrekken om er een zigeunerleven te leiden. In New York wordt ze aangezien voor een dief en gearresteerd. De rijke mevrouw Roberts neemt Roma onder haar hoede, zodat ze niet naar de gevangenis hoeft. Haar zoon John wordt verliefd op haar. Vanwege zijn rijke levensstijl weigert Roma in te gaan op zijn aanzoek. John huurt daarom een straatbende in en hij doet alsof ze zijn zigeunervrienden zijn. De bendeleden nemen hun rol iets te ernstig op en ze plegen een bankoverval. John geeft hen aan bij de politie. Roma en hij besluiten te trouwen.

## Rolverdeling
| Acteur           | Personage       |
| ---------------- | --------------- |
| Edith Roberts    | Roma Wycliffe   |
| Harry Hilliard   | John Roberts    |
| Harold Goodwin   | Ronald Blair    |
| Mollie McConnell | Mevrouw Roberts |
| Blanche Gray     | Tante Henrietta |